# Legousia hybrida
Espèce
Synonymes
- Campanula hybrida L. (basionyme)
- Campanula spuria Pall.
- Campanula spuria Pall. ex Schult.
- Legousia balearica Sennen
- Legousia conferta (Moench) Samp.
- Legousia parviflora Gray
- Pentagonia hybrida (L.) Kuntze
- Prismatocarpus confertus Moench
- Prismatocarpus hybridus (L.) F.W.Schmidt, 1793
- Prismatocarpus hybridus (L.) L'Hér.
- Specularia calycina Lojac.
- Specularia conferta (Moench) E.H.L.Krause
- Specularia hybrida (L.) A.DC.
- Specularia hybrida L.
- Specularia hybrida var. subfalcata H.Lindb.
- Specularia parviflora (Gray) St.Lag.[2]

Legousia hybrida, en français Spéculaire miroir de Vénus, Miroir de Vénus hybride, Spéculaire hybride, Petite Spéculaire, est une espèce de plantes annuelle de la famille des Campanulaceae et du genre Legousia, originaire d'Europe.

## Description

### Appareil végétatif

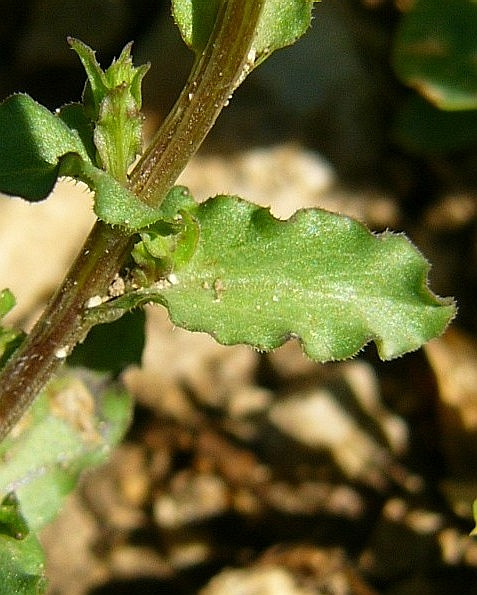
Détail de la tige et des feuilles.

C'est une plante annuelle de 10 à 35 cm de hauteur, toute hérissée de poils courts à tiges grêles, dressées. Les feuilles sont rudes, sessiles, obovales ou oblongues, fortement crispées-crénelées.

### Appareil reproducteur

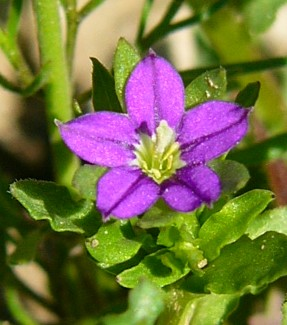
Fleur.

Les fleurs sont violacées, sessiles, peu nombreuses, en petits corymbes serrés. Le calice est scabre, à lobes elliptiques-lancéolés, atténués à la base, dressés, 3 à 4 fois plus courts que le tube. La corolle est petite, peu apparente, presque fermée, égalant à peine la moitié du calice. Le fruit est long de 2 à 3 cm, contracté au sommet. La floraison a lieu de Mai à Juillet.

### Confusions possibles
Ses fleurs sont bien plus petites que celles de Legousia speculum-veneris, ce qui permet de différencier les deux espèces.

## Habitat et écologie
Thérophyte, elle se rencontre dans quelques rares cultures et pelouses xériques, jusqu'à 1 100 mètres d'altitude, sur sols plutôt calcaires et secs, ensoleillés.

## Répartition
L'espèce se concentre en Europe du Sud et de l'Ouest principalement, à l'ouest jusqu'aux Canaries, à l'est jusqu'au Proche-Orient, au sud jusqu'au Maroc, au nord jusqu'au Danemark.

## Menaces et conservation
L'espèce est menacée partout en France, classée « en danger critique d'extinction » (CR) en Alsace, Bretagne, Île-de-France, Limousin, Nord-Pas-de-Calais et Pays-de-la-Loire, et « en danger » (EN) en Aquitaine, Auvergne, Centre-Val-de-Loire, Franche-Comté, Haute-Normandie et Rhône-Alpes.